# Taça da Liga de 2017–18
A Taça da Liga de 2017–18 (conhecida por Taça CTT de 2017–18 por motivos de patrocínio) foi a 11.ª edição da Taça da Liga. Participaram nesta edição da Taça da Liga 33 clubes (18 da Primeira Liga e 15 da Segunda Liga. O clube vencedor é, desde a época 2016–17, denominado como "Campeão de Inverno".
A final foi disputada a 27 de janeiro de 2018 no Estádio Municipal de Braga. O Sporting Clube de Portugal venceu o Vitória de Setúbal nas grandes penalidades após empate a uma bola no tempo regulamentar, conquistando a sua 1.ª Taça da Liga.

## Formato
O formato da Taça da Liga foi alterado em 2017–18 para o seguinte esquema:
- 1ª Eliminatória: todos os clubes da Segunda Liga, com excepção das 5 equipas B, disputam uma eliminatória a uma só mão, com sorteio puro, sendo que 1 clube fica isento dado o número ímpar de clubes participantes.[1]
- 2ª Eliminatória: aos vencedores da 1ª Eliminatória juntam-se os clubes da Primeira Liga que, na época anterior, se classificaram entre o 5º e o 16º lugar, bem como os 2 clubes promovidos a esta divisão. Ficam de fora os 4 primeiros classificados da Primeira Liga da época anterior. A eliminatória é disputada a uma só mão, com sorteio puro. Duas equipas ficam isentas e apuram-se automaticamente para a Fase de Grupos.[1]
- Fase de Grupos: aos vencedores da 2ª Eliminatória juntam-se os 4 primeiros classificados da Primeira Liga na época anterior para formarem 4 grupos de 4 equipas cada, no formato todos contra todos a uma volta. No sorteio, os 4 clubes anteriormente isentos serão cabeças-de-série, ficando alocados um em cada grupo.
- Final Four: apenas os vencedores de cada grupo se apuram para a chamada "Final Four", que nesta edição terá lugar na cidade de Braga. Os jogos das meias-finais e da final serão disputados no Estádio Municipal de Braga entre 23 e 27 de janeiro de 2018, a uma só mão. Não há jogo relativo ao 3º lugar.[2]

| Fase                         | Participantes na Eliminatória                                                                                               | Participantes na Eliminatória                         |
| Fase                         | Equipas entrando nesta fase                                                                                                 | Equipas avançando da fase anterior                    |
| ---------------------------- | --- | ----------------------------------------------------- |
| 1ª Eliminatória (15 equipas) | - 15 equipas a competir na Segunda Liga de 2017–18                                                                          |                                                       |
| 2ª Eliminatória (22 equipas) | - 12 equipas classificadas do 5º ao 16º lugar na Primeira Liga de 2016–17 - 2 equipas promovidas à Primeira Liga de 2017–18 | - 7 vencedores da 1ª eliminatória - 1 clube isento    |
| Fase de Grupos (16 equipas)  | - 4 equipas classificadas do 1º ao 4º lugar na Primeira Liga de 2016–17                                                     | - 10 vencedores da 2ª eliminatória - 2 clubes isentos |
| Meias-finais (4 equipas)     | | - 4 primeiros colocados dos grupos da fase anterior   |
| Final (2 equipas)            | | - 2 vencedores das meias-finais                       |

## Equipas
Participam nesta competição as seguintes 33 equipas:
| - Benfica (1º) - Porto (2º) | - Sporting (3º) | - Vitória de Guimarães (4º) |

| - Braga (5º) - Marítimo (6º) - Rio Ave (7º) - Feirense (8º) - Boavista (9º) | - Estoril Praia (10º) - Chaves (11º) - Vitória de Setúbal (12º) - Paços de Ferreira (13º) - Belenenses (14º) | - Moreirense (15º) - Tondela (16º) - Portimonense (1º Segunda Liga) - Aves (2º Segunda Liga) |

| - Arouca (17º Primeira Liga) - Nacional (18º Primeira Liga) - U. Madeira (3º) - Penafiel (5º) - Académica de Coimbra (6º) | - Covilhã (8º) - Varzim (9º) - Santa Clara (10º) - Gil Vicente (13º) - Famalicão (15º) | - Cova da Piedade (16º) - Académico de Viseu (17º) - Leixões (18º) - Real (1º CP) - UD Oliveirense (2º CP) |

nº - Posição na liga da época anterior; CP - Campeonato de Portugal

## Calendário
Todos os sorteios foram realizados na sede da LPFP, no Porto.
| Ronda           | Ronda           | Data do sorteio       | Data dos jogos                                                                                           | Equipas | Jogos |
| --------------- | --------------- | --------------------- | --- | ------- | ----- |
| 1ª Eliminatória | 1ª Eliminatória | 7 de julho de 2017    | 23 de julho de 2017                                                                                      | 33 → 26 | 7     |
| 2ª Eliminatória | 2ª Eliminatória | 7 de julho de 2017    | 29–30 de julho, 1–3 de setembro de 2017                                                                  | 26 → 12 | 10    |
| Fase de grupos  | 1ª jornada      | 7 de setembro de 2017 | 19-20 de setembro de 2017; 7, 10 e 26 de outubro de 2017; 28 de novembro de 2017; 21 de dezembro de 2017 | 16 → 4  | 24    |
| Fase de grupos  | 2ª jornada      | 7 de setembro de 2017 | 8 e 24 de outubro de 2017; 11 de novembro de 2017; 20-22 de dezembro de 2017                             | 16 → 4  | 24    |
| Fase de grupos  | 3ª jornada      | 7 de setembro de 2017 | 29-30 de dezembro de 2017                                                                                | 16 → 4  | 24    |
| Final Four      | Meias-finais    | 7 de setembro de 2017 | 23–24 de janeiro de 2018                                                                                 | 4 → 2   | 2     |
| Final Four      | Final           | 7 de setembro de 2017 | 27 de janeiro de 2018                                                                                    | 2 → 1   | 1     |

## 1ª Eliminatória
O sorteio da 1ª Eliminatória decorreu a 7 de julho de 2017. Os jogos foram disputados a 23 de julho de 2017. Entraram nesta fase um total de 15 equipas da Segunda Liga, sendo que uma delas ficou isenta (após sorteio) e avançou automaticamente para a fase seguinte.
O Real ficou isento desta eliminatória, não disputando nenhum jogo nesta eliminatória.
| 23 julho 2017 | Covilhã        | 1 – 1 (3 – 4 pen.) | U. Madeira | Covilhã                                                                     |  |
| 16:00         | Adul Seidi 49' | Report             | Gonçalo 2' | Estádio: Complexo Desportivo da Covilhã Público: 339 Árbitro: Bruno Rebocho |  |

| 23 julho 2017 | Cova da Piedade                          | 3 – 2  | Nacional        | Cova da Piedade                                                                        |  |
| 16:00         | Ballack 10' · H. Firmino 12' · Floro 44' | Report | Ricardo 1', 45' | Estádio: Estádio Municipal José Martins Vieira Público: 737 Árbitro: Sérgio Piscarreta |  |

| 23 julho 2017 | Famalicão    | 1 – 2  | Santa Clara                 | Famalicão                                                                       |  |
| 16:00         | Ângelo 45+2' | Report | Fernando 11' · Q.Rashid 25' | Estádio: Estádio Municipal de Famalicão Público: 1 506 Árbitro: Claúdio Pereira |  |

| 23 julho 2017 | Leixões                  | 2 – 0  | Académico de Viseu | Matosinhos                                                 |  |
| 16:00         | Kukula 6' · Breitner 23' | Report |                    | Estádio: Estádio do Mar Público: 1 138 Árbitro: Fábio Piló |  |

| 23 julho 2017 | Penafiel | 0 – 1  | UD Oliveirense | Penafiel                                                                      |  |
| 17:00         |          | Report | J. Amorim 32'  | Estádio: Estádio Municipal 25 de Abril Público: 506 Árbitro: Carlos Espadinha |  |

| 23 julho 2017 | Varzim       | 1 – 2  | Gil Vicente                          | Póvoa de Varzim                                                             |  |
| 18:00         | Nelsinho 50' | Report | Jonathan 52' · Vasco Cruz 66' (g.c.) | Estádio: Estádio do Varzim Sport Club Público: 1 144 Árbitro: André Moreira |  |

| 23 julho 2017 | Académica de Coimbra | 0 – 0 (2 – 4 pen.) | Arouca | Coimbra                                                                  |  |
| 19:30         |                      | Report             |        | Estádio: Estádio Cidade de Coimbra Público: 1 171 Árbitro: André Narciso |  |

## 2ª Eliminatória
O sorteio da 2ª Eliminatória decorreu a 7 de julho de 2017. Os jogos foram disputados entre 29 de julho de 2017 e 3 de setembro de 2017. Entraram nesta fase um total de 12 equipas da Primeira Liga e os 8 clubes vencedores da ronda anterior, sendo que 2 equipas ficaram isentas (após sorteio) e avançaram automaticamente para a fase seguinte. O Leixões e o Feirense ficaram isentos desta eliminatória, não disputando nenhum jogo nesta eliminatória.
| 29 julho 2017 | Belenenses | DA     | Real         | Belém                                                                 |  |
| 18:00         |            | Report | Vinicius 58' | Estádio: Estádio do Restelo Público: 1 475 Árbitro: Humberto Teixeira |  |

| 30 julho 2017 | Moreirense       | 1 – 0  | Aves | Moreira de Cónegos                                                                                     |  |
| 16:00         | Rafael Costa 42' | Report |      | Estádio: Parque Desportivo Comendador Joaquim de Almeida Freitas Público: 2 260 Árbitro: André Narciso |  |

| 30 julho 2017 | UD Oliveirense                   | 2 – 1  | Santa Clara       | Oliveira de Azeméis                                                |  |
| 16:00         | Brayan Riascos 60' · Clayton 90' | Report | Thiago Santana 8' | Estádio: Estádio Marcolino Castro Público: 495 Árbitro: Fábio Piló |  |

| 30 julho 2017 | Arouca    | 1 – 2  | Paços de Ferreira                       | Arouca                                                                        |  |
| 16:00         | Cícero 7' | Report | António Xavier 52' · Diego Madeiros 76' | Estádio: Estádio Municipal de Arouca Público: 1 145 Árbitro: Carlos Espadinha |  |

| 30 julho 2017 | U. Madeira    | 2 – 1  | Gil Vicente  | Funchal                                                                               |  |
| 16:00         | Luan 75', 86' | Report | Jonathan 52' | Estádio: Estádio do Centro Desportivo da Madeira Público: 727 Árbitro: Daniel Cardoso |  |

| 30 julho 2017 | Vitória de Setúbal | 1 – 0  | Tondela | Setúbal                                                              |  |
| 18:00         | Willyan 55'        | Report |         | Estádio: Estádio do Bonfim Público: 1 473 Árbitro: Sérgio Piscarreta |  |

| 1 setembro 2017 | Marítimo          | 1 – 0  | Estoril Praia | Funchal                                                            |  |
| 18:00           | Rodrigo Pinho 30' | Report |               | Estádio: Estádio dos Barreiros Público: 4 394 Árbitro: Manuel Mota |  |

| 2 setembro 2017 | Portimonense                                | 3 – 1  | Chaves  | Portimão                                                        |  |
| 15:00           | R. Pessoa 16' · Paulinho 51' · Fabrício 73' | Report | Tiba 2' | Estádio: Portimão Estádio Público: 1 257 Árbitro: Bruno Esteves |  |

| 2 setembro 2017 | Rio Ave                 | 2 – 0  | Cova da Piedade | Vila do Conde                                                     |  |
| 18:00           | Marcelo 3' · Marcão 83' | Report |                 | Estádio: Estádio dos Arcos Público: 1 005 Árbitro: Vítor Ferreira |  |

| 3 setembro 2017 | Boavista          | 1 – 2  | Braga                       | Porto                                                                   |  |
| 19:00           | Renato Santos 11' | Report | Fábio M. 32' · Paulinho 80' | Estádio: Estádio do Bessa Sec. XXI Público: 4 185 Árbitro: Rui Oliveira |  |

DA- Real SC venceu por 1-0 mas ao utilizar um jogador suspenso foi punido com a desclassificação da prova.

## Fase de Grupos
O sorteio da Fase de Grupos decorreu a 7 de setembro de 2017. Esta fase foi constituída por 4 grupos de 4 equipas cada. Apenas se apuraram para a Final Four os vencedores de cada Grupo.
A Fase de Grupos foi disputada:
- 1ª Jornada: 19 e 20 de setembro de 2017; 7, 10 e 26 de outubro de 2017; 28 de novembro de 2017; 21 de dezembro de 2017
- 2ª Jornada: 8 e 24 de outubro de 2017; 11 de novembro de 2017; 20 a 22 de dezembro de 2017
- 3ª Jornada: 29 e 30 de dezembro de 2017

| Fase de Grupos (equipas apuradas) | Fase de Grupos (equipas apuradas) | Fase de Grupos (equipas apuradas) | Fase de Grupos (equipas apuradas) | Fase de Grupos (equipas apuradas) | Fase de Grupos (equipas apuradas) | Fase de Grupos (equipas apuradas) | Fase de Grupos (equipas apuradas) |
| --------------------------------- | --------------------------------- | --------------------------------- | --------------------------------- | --------------------------------- | --------------------------------- | --------------------------------- | --------------------------------- |
| Benfica (I)                       | FC Porto (I)                      | Sporting (I)                      | Vitória de Guimarães (I)          | Feirense (I)                      | Paços de Ferreira (I)             | Moreirense (I)                    | Vitória de Setúbal (I)            |
| Marítimo (I)                      | Portimonense (I)                  | Rio Ave (I)                       | SC Braga (I)                      | Belenenses (I)                    | Leixões (II)                      | União da Madeira (II)             | UD Oliveirense (II)               |

### Grupo A
| Time               | J | V | E | D | GP | GC | SG | Pts |
| ------------------ | - | - | - | - | -- | -- | -- | --- |
| Vitória de Setúbal | 3 | 2 | 1 | 0 | 6  | 4  | +2 | 7   |
| Benfica            | 3 | 0 | 3 | 0 | 5  | 5  | 0  | 3   |
| Portimonense       | 3 | 0 | 2 | 1 | 5  | 6  | −1 | 2   |
| SC Braga           | 3 | 0 | 2 | 1 | 4  | 5  | −1 | 2   |

| 20 setembro 2017 | Benfica          | 1 – 1  | SC Braga             | Lisboa                                                         |  |
| 21:15            | Raúl Jiménez 10' | Report | Ricardo Ferreira 68' | Estádio: Estádio da Luz Público: 24 160 Árbitro: Bruno Esteves |  |

| 26 outubro 2017 | Portimonense | 1 – 2  | Vitória de Setúbal                        | Portimão                                                                       |  |
| 21:00           | Pires 54'    | Report | Edinho 84' (pen.) · Gonçalo Paciência 89' | Estádio: Estádio Municipal de Portimão Público: 1 610 Árbitro: Gonçalo Martins |  |

| 20 dezembro 2017 | Benfica                       | 2 – 2  | Portimonense           | Lisboa                                                           |  |
| 19:15            | Jonas 1' · Lizandro López 33' | Report | Pires 47' · Jadson 84' | Estádio: Estádio da Luz Público: 21 355 Árbitro: Manuel Oliveira |  |

| 22 dezembro 2017 | Vitória de Setúbal               | 2 – 1  | SC Braga              | Setúbal                                                            |  |
| 20:30            | Gonçalo Paciência 32' 50' (pen.) | Report | Costinha 45+2' (g.c.) | Estádio: Estádio do Bonfim Público: 1 495 Árbitro: Fábio Veríssimo |  |

| 29 dezembro 2017 | Vitória de Setúbal                    | 2 – 2  | Benfica                        | Setúbal                                                          |  |
| 21:15            | Vasco Fernandes 30' · Pedro Pinto 38' | Report | Seferović 52' · Rúben Dias 59' | Estádio: Estádio do Bonfim Público: 2 736 Árbitro: Luís Ferreira |  |

| 29 dezembro 2017 | SC Braga                            | 2 – 2  | Portimonense  | Braga                                                                   |  |
| 16:00            | Wilson Eduardo 6' · Bruno Viana 32' | Report | Dener 39' 79' | Estádio: Estádio Municipal de Braga Público: 2 994 Árbitro: Manuel Mota |  |

### Grupo B
| Time             | J | V | E | D | GP | GC | SG | Pts |
| ---------------- | - | - | - | - | -- | -- | -- | --- |
| Sporting         | 3 | 1 | 2 | 0 | 7  | 1  | +6 | 5   |
| Marítimo         | 3 | 1 | 2 | 0 | 3  | 2  | +1 | 5   |
| Belenenses       | 3 | 0 | 3 | 0 | 2  | 2  | 0  | 3   |
| União da Madeira | 3 | 0 | 1 | 2 | 3  | 10 | −7 | 1   |

| 19 setembro 2017 | Sporting | 0 – 0  | Marítimo | Lisboa                                                              |  |
| 20:15            |          | Report |          | Estádio: Estádio José Alvalade Público: 22 127 Árbitro: Manuel Mota |  |

| 28 novembro 2017 | União da Madeira | 1 – 1  | Belenenses          | Funchal                                                                            |  |
| 16:00            | Gildo Júnior 72' | Report | Jesus Hernández 12' | Estádio: Estádio do Centro Desportivo da Madeira Público: 336 Árbitro: Manuel Mota |  |

| 20 dezembro 2017 | Sporting                                                                            | 6 – 0  | União da Madeira | Lisboa                                                              |  |
| 21:15            | Doumbia 20' 61' · Mathieu 51' · Gelson Martins 67' · Coates 79' · Iuri Medeiros 81' | Report |                  | Estádio: Estádio José Alvalade Público: 8 713 Árbitro: Vasco Santos |  |

| 21 dezembro 2017 | Belenenses | 0 – 0  | Marítimo | Lisboa                                                         |  |
| 21:00            |            | Report |          | Estádio: Estádio do Restelo Público: 747 Árbitro: Luís Godinho |  |

| 29 dezembro 2017 | Belenenses                  | 1 – 1  | Sporting         | Lisboa                                                            |  |
| 19:15            | Sebastián Coates 76' (g.c.) | Report | Marcos Acuña 74' | Estádio: Estádio do Restelo Público: 6 897 Árbitro: João Pinheiro |  |

| 29 dezembro 2017 | Marítimo                                   | 3 – 2  | União da Madeira                 | Funchal                                                              |  |
| 19:15            | Everton 12' · Rodrigo Pinho 79' (pen.) 87' | Report | Christophe 16' · Luan 19' (pen.) | Estádio: Estádio dos Barreiros Público: 4 581 Árbitro: Tiago Martins |  |

### Grupo C
| Time                 | J | V | E | D | GP | GC | SG | Pts |
| -------------------- | - | - | - | - | -- | -- | -- | --- |
| UD Oliveirense       | 3 | 1 | 2 | 0 | 6  | 3  | +3 | 5   |
| Moreirense           | 3 | 1 | 2 | 0 | 5  | 4  | +1 | 5   |
| Feirense             | 3 | 0 | 2 | 1 | 4  | 5  | −1 | 2   |
| Vitória de Guimarães | 3 | 0 | 2 | 1 | 5  | 8  | −3 | 2   |

| 7 outubro 2017 | Vitória de Guimarães | 1 – 1  | Feirense          | Guimarães                                                                    |  |
| 15:00          | Raphinha 38'         | Report | Luís Henrique 50' | Estádio: Estádio D. Afonso Henriques Público: 9 071 Árbitro: Manuel Oliveira |  |

| 10 outubro 2017 | UD Oliveirense | 0 – 0  | Moreirense | Aveiro                                                                   |  |
| 16:00           |                | Report |            | Estádio: Estádio Municipal de Aveiro Público: 128 Árbitro: António Nobre |  |

| 11 novembro 2017 | Vitória de Guimarães | 1 – 4  | UD Oliveirense                                               | Guimarães                                                                  |  |
| 15:00            | Rincón 13'           | Report | Xandão 2' · Riascos 8' · João Amorim 36' · Diogo Valente 78' | Estádio: Estádio D. Afonso Henriques Público: 7 423 Árbitro: António Nobre |  |

| 11 novembro 2017 | Moreirense                    | 2 – 1  | Feirense     | Moreira de Cónegos                                                                           |  |
| 16:00            | Arsénio 34' · Iago Santos 36' | Report | Valencia 17' | Estádio: Estádio Comendador Joaquim de Almeida Freitas Público: 569 Árbitro: Hélder Malheiro |  |

| 30 dezembro 2017 | Moreirense                                                 | 3 – 3  | Vitória de Guimarães                         | Moreira de Cónegos                                                                         |  |
| 18:15            | Alfa Semedo 28' · Bilel Aouacheria 41' · Arsénio Nunes 67' | Report | Paolo Hurtado 10' 24' · Sebastian Rincón 64' | Estádio: Estádio Comendador Joaquim de Almeida Freitas Público: 1 990 Árbitro: Hugo Miguel |  |

| 30 dezembro 2017 | Feirense                         | 2 – 2  | UD Oliveirense                            | Santa Maria da Feira                                                     |  |
| 18:15            | José Valência 79' · Flávio 90+9' | Report | Filipe Gonçalves 17' · Brayan Riascos 59' | Estádio: Estádio Marcolino de Castro Público: 1 596 Árbitro: Jorge Sousa |  |

### Grupo D
| Time              | J | V | E | D | GP | GC | SG | Pts |
| ----------------- | - | - | - | - | -- | -- | -- | --- |
| FC Porto          | 3 | 2 | 1 | 0 | 6  | 2  | +4 | 7   |
| Leixões           | 3 | 1 | 1 | 1 | 3  | 3  | 0  | 4   |
| Rio Ave           | 3 | 1 | 1 | 1 | 4  | 6  | −2 | 4   |
| Paços de Ferreira | 3 | 0 | 1 | 2 | 3  | 5  | −2 | 1   |

| 21 dezembro 2017 | FC Porto                                       | 3 – 0  | Rio Ave | Porto                                                            |  |
| 21:15            | Soares 11' · Marega 21' · Aboubakar 90' (pen.) | Report |         | Estádio: Estádio do Dragão Público: 27 911 Árbitro: Nuno Almeida |  |

| 20 setembro 2017 | Leixões    | 1 – 0  | Paços de Ferreira | Matosinhos                                                    |  |
| 16:00            | Belima 55' | Report |                   | Estádio: Estádio do Mar Público: 756 Árbitro: Hélder Malheiro |  |

| 24 outubro 2017 | FC Porto | 0 – 0  | Leixões | Porto                                                            |  |
| 20:15           |          | Report |         | Estádio: Estádio do Dragão Público: 26 207 Árbitro: Vasco Santos |  |

| 8 outubro 2017 | Paços de Ferreira | 1 – 1  | Rio Ave       | Paços de Ferreira                                                   |  |
| 15:00          | A. Mabil 53'      | Report | Barreto 90+3' | Estádio: Estádio Capital do Móvel Público: 753 Árbitro: João Capela |  |

| 30 dezembro 2017 | Paços de Ferreira     | 2 – 3  | FC Porto                                      | Paços de Ferreira                                                       |  |
| 20:15            | Luiz Phellype 30' 45' | Report | Diego Reyes 17' · Brahimi 21' · Aboubakar 49' | Estádio: Estádio Capital do Móvel Público: 5 227 Árbitro: Bruno Esteves |  |

| 30 dezembro 2017 | Rio Ave                        | 3 – 2  | Leixões        | Vila do Conde                                                      |  |
| 20:15            | Vitó 16' · João Novais 62' 67' | Report | Kukula 43' 84' | Estádio: Estádio dos Arcos Público: 2 253 Árbitro: Hélder Malheiro |  |

## Final Four
As meias-finais foram disputadas a 23 e 24 de Janeiro, enquanto que a final foi disputada no dia 27 de Janeiro de 2018. As meias-finais e a final foram
 realizadas no Estádio Municipal de Braga. 
|  | Meias-Finais       | Meias-Finais       | Meias-Finais |          |                    | Final              | Final | Final |  |
|  |                    |                    |              |          |                    |                    |       |       |  |
|  | Vitória de Setúbal | Vitória de Setúbal | 2            |          |                    |                    |       |       |  |
|  | Vitória de Setúbal | Vitória de Setúbal | 2            |          |                    |                    |       |       |  |
|  | UD Oliveirense     | UD Oliveirense     | 0            |          |                    |                    |       |       |  |
|  | UD Oliveirense     | UD Oliveirense     | 0            |          | Vitória de Setúbal | Vitória de Setúbal | 1 (4) |       |  |
|  |                    |                    |              |          | Vitória de Setúbal | Vitória de Setúbal | 1 (4) |       |  |
|  |                    |                    | Sporting     | Sporting | 1 (5)              |                    |       |       |  |
|  | Sporting           | Sporting           | Sporting     | Sporting | 1 (5)              | 0 (4)              |       |       |  |
|  | Sporting           | Sporting           |              |          |                    |                    |       |       |  |
|  | FC Porto           | FC Porto           | 0 (3)        |          |                    |                    |       |       |  |

## Meias-Finais
As Meias-Finais foram disputadas a 23 e a 24 de Janeiro de 2018.
| 23 Janeiro 2018 | Vitória de Setúbal                            | 2 – 0  | UD Oliveirense | Braga                                                                   |  |
| 20:45           | Gonçalo Paciência 27' · Aleff Rodrigues 90+2' | Report |                | Estádio: Estádio Municipal de Braga Público: 1 600 Árbitro: Manuel Mota |  |

| 24 Janeiro 2018                                                                      | Sporting | 0 – 0 (4 – 3 pen.)                                                                    | FC Porto | Braga                                                                     |  |
| 20:45                                                                                |          | Report                                                                                |          | Estádio: Estádio Municipal de Braga Público: 26 536 Árbitro: Nuno Almeida |  |
|                                                                                      |          | Penalidades                                                                           |          |                                                                           |  |
| Bas Dost Bruno Fernandes Jérémy Mathieu Sebastián Coates William Carvalho Bryan Ruiz |          | Alex Telles Iván Marcano Héctor Herrera Majeed Waris Vincent Aboubakar Yacine Brahimi |          |                                                                           |  |

## Final
A Final foi disputada a 27 de Janeiro de 2018 no Estádio Municipal de Braga.
| 27 Janeiro 2018 | Vitória de Setúbal   | 1 – 1  | Sporting            | Estádio Municipal de Braga         |
| 20:45           | Gonçalo Paciência 4' | Report | Bas Dost 80' (pen.) | Público: 24 153 Árbitro: Rui Costa |

|                                                                        |       | Penalidades                                                               |  |
| Gonçalo Paciência Patrick Vieira Tomás Podstawski Edinho Arnold Issoko | 4 – 5 | Bas Dost Bruno Fernandes Jérémy Mathieu Sebastián Coates William Carvalho |  |

## Campeão
| Taça da Liga de 2017–18 |
| ----------------------- |
| Sporting 1.º Título     |